# Peter Desbarats
Peter Hullett Desbarats (né le  2 juillet 1933 à Montréal et mort le 11 février 2014 à London en Ontario)  est un journaliste, écrivain et dramaturge canadien.